# Mustapha Kessous
Pour les articles homonymes, voir Kessous.
Mustapha Kessous est un journaliste et écrivain français.

## Biographie
Mustapha Kessous a vécu son enfance à Ainay, quartier du centre-ville de Lyon. Il commence sa carrière de journaliste à Lyon Capitale en 2001. Il est embauché au Monde en 2004 où il travaille encore en 2019.
Kessous a écrit différents ouvrages sur les plus grands évènements sportifs (Jeux olympiques, Tour de France, Coupe du monde de football) et s’est penché sur le racisme en France.